# Marie Dupuis
Pour les articles homonymes, voir Dupuis.
Marie Dupuis, dite parfois Mlle Dupuis (il y en eut plusieurs), était une actrice française, née Éléonore Antoinette Gabrielle Dupuis dans l'ancien 6e arrondissement de Paris le 17 janvier 1838 et morte à Paris 9e le 25 novembre 1887.

## Biographie
Elle était la fille de Charlotte Dupuis, dite Mme Dupuis. La carrière de Marie Dupuis, qui se déroula principalement au théâtre du Vaudeville, débuta tôt, à 14 ans, mais ne dura qu'une dizaine d'années. Jules Janin, dans le journal Les Débats, la décrivit, au début de sa carrière, comme « une élégante fillette, d'une belle taille, d'un beau regard, très fraîche et très mignonne. »
Dès 1863, à 25 ans, elle quitta définitivement la scène.

## Rôles
- Adine dans La Grand'mère, le 14 août 1852.
- dans Un mari en cent cinquante en avril 1853.
- Berthe dans Monsieur votre fille, comédie-vaudeville en un acte de Labiche et Marc-Michel le 2 mars 1855.